# José Aguirre Matiol

Lápida homenaje a José Aguirre Matiol

José Aguirre Matiol (Valencia, 1842-Valencia, 1920) fue un empresario y escritor español.

## Biografía
Nació el 15 de agosto de 1842 en el Grao de Valencia. 
Era hijos de Vicente Viet de Aguirre, originario de Vascongadas, capitán de la Marina mercante y más tarde agente de aduanas en el puerto de Valencia, y de María Asunción Matiol, segunda esposa de Vicente. Terminado el bachillerato parte a Marsella, el puerto mediterráneo más importante de la época, donde aprende el oficio de agente aduanero y consignatario. 
Vuelve a España, tras fallecer su padre en 1860, para hacerse cargo de la empresa familiar que se llamaría "Viuda de Aguirre e Hijos". Reside poco tiempo en Cuba, se trae la biblioteca que pertenecía a su tío y se interesa por la exportación. Su encuentro con los hermanos Fournier entre 1870 y 1873, le decide a comenzar la exportación primero de cítricos y posteriormente de frutas y hortalizas al Reino Unido, mayormente por el puerto de Liverpool. Fue un notable empresario frutero. A José Aguirre se debe el paso de un comercio cuasi artesanal a un capitalismo financiero basado en la marca del exportador como demuestra el hecho de que Valencia pasara de exportar seis mil ochocientas toneladas de cítricos en 1850, a cien mil toneladas en 1880, y quinientas mil toneladas en 1913. Se interesa también por las exportaciones Hispanoamérica. 
Junto con Polo de Bernabé introduce el uso de papel de seda y la caja de madera para el empaquetamiento del cítrico. Se interesa además por otros negocios: vapores y remolcadores que organiza con Ferrer y Matutano y el marqués del Campo; importador de yute de la India y posteriormente fabricante de sacos de dicho material a través de Yutera Española con la familia Bacharach; consejero del Banco de España; cónsul de Turquía en Valencia; etc.
Fue el fundador de una saga de agentes aduaneros, escritores y académicos que surgiría de sus dos matrimonios, primero con Rosa Verdeguer y posteriormente con María Sirera Fenollés.
Como escritor, su producción literaria es más limitada, y se centra principalmente en la poesía sobre temas marineros, como el poema “Lo Peixcador” —ganador de los Juegos Florales de 1883— o como "los gozos al Santísimo Cristo del Grao" que se encuentran recogidos en su obra Ecos de la Caseta Blanca. La Caseta Blanca hace referencia a su finca en el pueblo de Bétera que convirtió en uno de los centros de tertulia y debate literario- científico del renacimiento cultural valenciano de finales del siglo XIX, la llamada Renaixensa valenciana. Partícipe en revistas y certámenes poéticos promovidos por Lo Rat Penat —asociación cultural valenciana— del que fue cofundador y vicepresidente.
Escribe regularmente artículos para el paródico La Opinión, luego diario Las Provincias, y para la revista Agricultura Valenciana. Fue autor de De Sagunto á Cartago ó impresiones de un viaje á la Corte de Túnez (Valencia, 1866) y Álbum poético dedicado á… D. José Zorrilla (Valladolid, 1866). Amigo del poeta Vicente Wenceslao Querol, se carteó con él.
Falleció el 30 de septiembre de 1920 en Villanueva del Grao. El 14 de julio de 1946 se inauguró una estatua en su honor ubicada en el puerto de Valencia, obra del escultor Ramón Mateu Montesinos.